# Астраускас Вітаутас Стасевич
Вітаутас Стасевич Астраускас (30 вересня 1930, місто Шяуляй, тепер Литва — 7 серпня 2017, місто Вільнюс, Литва) — литовський радянський державний діяч, секретар ЦК КП Литви, голова Президії Верховної ради Литовської РСР. Депутат Верховної ради Литовської РСР 6—11-го скликань. Депутат Верховної ради СРСР 11-го скликання (з лютого 1988), заступник голови Президії Верховної ради СРСР з травня 1988 року.

## Життєпис
У 1945—1947 роках — складач друкарні в Каунасі.
З 1947 року — на радянській та партійній роботі в Литовській РСР.
Член ВКП(б) з 1950 року.
З 1952 до 1953 року працював в Шяуляйському обласному комітеті КП Литви.
У 1953—1956 роках — відповідальний організатор ЦК КП Литви.
У 1960 році закінчив Вільнюську Вищу партійну школу при ЦК КП Литви.
У 1960—1962 роках — 1-й секретар Шедувського районного комітету КП Литви. У 1962—1966 роках — 1-й секретар Радвілішкіського районного комітету КП Литви.
У 1966—1971 роках — завідувач відділу торгівлі та фінансових органів (торгівлі та побутового обслуговування) ЦК КП Литви.
У 1971—1981 роках — завідувач відділу організаційно-партійної роботи ЦК КП Литви.
У 1974 році закінчив вільнюську філію Московського кооперативного інституту
23 січня 1981 — 26 січня 1988 року — секретар ЦК КП Литви.
7 грудня 1987 — 15 січня 1990 року — голова Президії Верховної ради Литовської РСР.
Потім — на пенсії у Вільнюсі.
7 серпня 2017 року помер у Вільнюсі. Похований на Антакальніському цвинтарі Вільнюса.

## Нагороди та відзнаки
- чотири ордени Трудового Червоного Прапора
- орден Дружби народів
- медалі
- Заслужений діяч культури Литовської РСР (1980)